# Kaiser-Heinrich-Bad

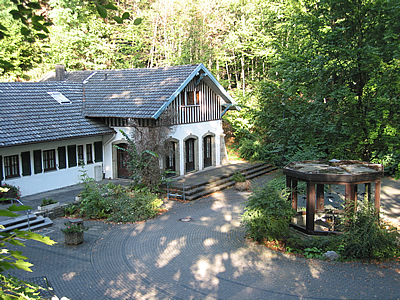
Blick auf das Badehaus des Kaiser-Heinrich-Bades in Warstein-Belecke

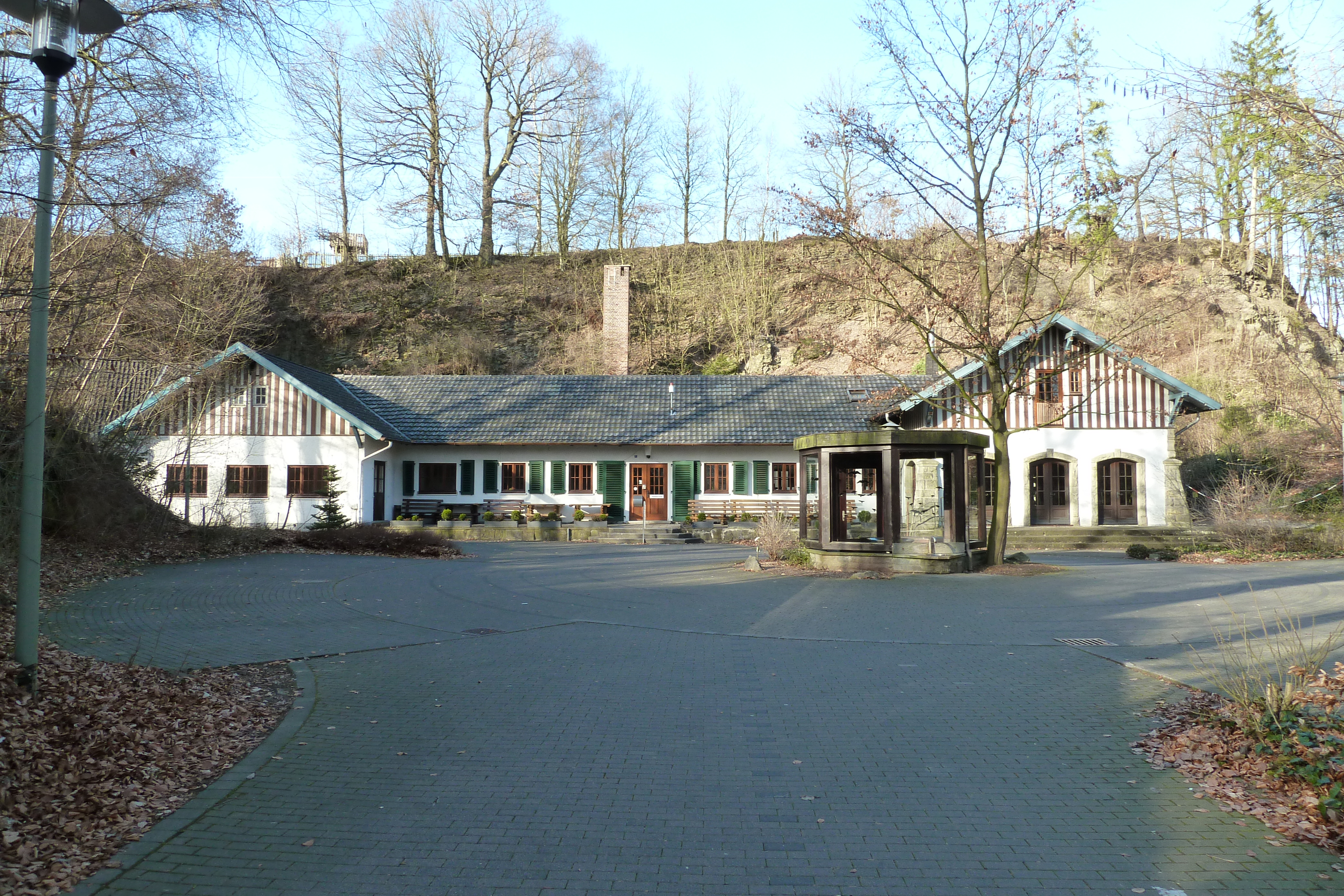
Frontansicht des Kaiser-Heinrich-Bades in Warstein-Belecke

Das Kaiser-Heinrich-Bad ist eine Mineralquelle im Norden Beleckes (heute Ortsteil von Warstein).

## Geschichte
Die Behauptung, schon der namengebende Kaiser Heinrich (siehe unten) habe in Belecke gebadet, lässt sich aus den mittelalterlichen Quellen nicht erhärten. Auch eine in der heimatkundlichen Literatur immer wieder behauptete Beziehung zwischen dem Ortsnamen Belecke (um 960 als Baduliki überliefert) und der Mineralquelle – also Baduliki als Bade-Quelle gedeutet – ist wenig wahrscheinlich. Auffällig ist die Nähe einer Heilig-Kreuz-Kapelle mit einer Kreuzreliquie zum Bad. Auch ein Siechenhaus soll im Bereich der Mineralquelle gestanden haben. Das alles legt eine mittelalterliche Nutzung des mineralisierten Wassers nahe.
Die alte Mineralquelle versiegte um 1890, als in direkter Nachbarschaft zur Quelle eine Provinzialstraße gebaut wurde. 1934 wurde die Quelle vom Belecker Bürger Kaspar Bracht und den arbeitslosen Musikern seines Kolping-Orchesters erneut erschlossen; sie erbauten auch das Badehaus. Dieses bestand zuerst nur aus dem heutigen Mittelteil, der alte Brunnen lag rechts (östl.) neben dem Badehaus. Dieser alte Brunnen ist nur ca. 5 m tief.
Nach dem Zweiten Weltkrieg gab es in Belecke Pläne zum Ausbau eines Kurviertels südöstlich der Belecker Altstadt. Um die Versorgung des Kurviertels mit Mineralwasser sicherzustellen, wurden weitergehende Untersuchungen durchgeführt. Ergebnis dieser Untersuchung war eine Bohrung direkt vor dem Badehaus, die 1963 niedergebracht wurde. Eine Bohrung im Bereich des geplanten Kurviertels wurde als aussichtslos bewertet. Die Neubohrung erbrachte in 33 m Teufe mineralisiertes, 13 °C warmes Wasser, das artesisch ausfloss. 
Lange galt die Kaiser-Heinrich-Quelle als einzige Mineralquelle des Sauerlandes. Bei Tief-Bohrungen in Arnsberg wurde im Jahr 2005 jedoch deutlich höher mineralisierte und temperierte Sole erbohrt.
Seit September 2007 ist das Kaiser-Heinrich-Bad ein Zentrum für Bewegung und Gesundheitsförderung mit dem Schwerpunkt Rücken in Prävention und Rehabilitation.

## Naturwissenschaftliches zur Quelle
Die Kaiser-Heinrich-Quelle liegt geologisch im Bereich des Belecker Sattels. Möglicherweise steigt das mineralisierte Wasser an der Nordflanke des Belecker Sattels auf. Das in der Mineralquelle Kaiser-Heinrich-Brunnen austretende Mineralwasser ist ein Natrium-Chlorid-Wasser mit rund 6 g gelösten festen Stoffen auf 1000 g Wasser. Nach geltender Definition ist es somit keine Solequelle, da die Konzentration von Natrium (1,8 statt mind. 5,6) und Chlorid (2,9 statt min. 8,5) zu niedrig ist. Auffällig ist der Gehalt von 1,7 mg Lithium, das nur in wenigen Heilquellen nachgewiesen werden konnte (dort jedoch meist deutlich höher konzentriert ist). Lithium wird therapeutisch als Antidepressivum, vor allem bei manisch-depressiven Erkrankungen, eingesetzt.
Die Untersuchungen erbrachten weiterhin, dass im westlichen Drewer Steinbruch (ca. 1,5 km östlich des Kaiser-Heinrich-Bades) ebenfalls mineralisiertes Wasser festgestellt wurde, das jedoch durch Grund- und Regenwasserzufluss deutlich verdünnt wird (3,7 g gelöste feste Bestandteile auf 1000 g Wasser, gegen knapp 6 g aus der erbohrten Quelle).
Auch ohne Pumpenförderung fließen aus der 33 Meter tiefen Bohrung am Kaiser-Heinrich-Bad 6–10 Kubikmeter des 13 °C warmen Mineralwassers pro Stunde aus. Bei einem Pumpversuch wurde die Förderung bis auf 24 Kubikmeter pro Stunde gesteigert. Je höher die Pumpenleistung und somit die Schüttung des erbohrten Brunnens ist, desto geringer wird jedoch die Mineralkonzentration im alten Brunnen. Deshalb wurde die Auslaufmenge des erbohrten Brunnens auf ca. 10.000 Kubikmeter pro Jahr gedrosselt.

## Kaiser Heinrich?
Es ist Belecker Lokaltradition, Kaiser Heinrich habe bereits in der Belecker Mineralquelle gebadet. Dabei herrscht keine Einigkeit, um welchen Heinrich es sich gehandelt haben soll. Selbst in der Erläuterung zur Geologischen Karte Blatt 4515 Hirschberg ist zu lesen: 
„Das Mineralwasser von Bad Belecke ist schon sehr lange bekannt. Urkundlich belegt ist es seit 938. Nach alter Überlieferung soll Kaiser HEINRICH I. das Mineralwasser nutzbar gemacht haben. Kaiser HEINRICH II. und seine Gemahlin Kunigunde haben in Belecke Heilung gesucht.“
Ganz ähnlich – und doch etwas anders – ist bei C. D. Clausen und M. Koch über die Mineralquelle zu lesen:
„Der Überlieferung nach soll sie schon von den Kaisern Otto I und Heinrich II. aufgesucht worden sein.“
In der heimatgeschichtlichen Literatur werden ebenfalls beide Namen genannt. Bleibt die Frage, worauf sich diese Angaben stützen. Die Jahreszahl 938 hängt mit der ersten historiographischen Erwähnung Beleckes zusammen. Im Zusammenhang mit dem Aufstand Thankmars gerät die Burg Belecke (Castellum Baduliki) für eine Nacht in das Blickfeld der Reichsgeschichte. Thankmar war ein Sohn Heinrichs I. von seiner ersten Frau Hatheburg. In der Burg Belecke setzte Thankmar seinen Halbbruder Heinrich gefangen. In den Gesta Ottonis Hrotsvits ist zu lesen: 
„Dem erwähnten Grafen gelang es mit Hilfe bestochener Söldner, bald das Kastell Baduliki [castellum Baduliki] zu nehmen, das sie im Schutze der finsteren Nacht überfielen. Heinrich, den vornehmen Bruder des Königs, schleppte er als Gefangenen fort, seine schneeweißen Hände, die sonst mit Ringen geschmückt, gar grausam gefesselt. Heinrichs riesige Schätze zerstreute er wahllos.“
Hrotsvitha v. Gandersheim: Gesta Ottonis. Z. 181.
Möglicherweise wurde der im Quellentext genannte Heinrich mit dem Kaiser Heinrich bewusst oder unbewusst verwechselt und hielt auf diesem Weg Einzug in die Belecker Lokaltradition eines Kaiserlichen Badeortes, von dem die mittelalterlichen Quellen nichts wissen. Im Spott des Nachbarortes Warstein fand diese Tradition im Spottlied „Wo Kaiser Heinerich sich seine Mauken wusch...“ ihren Niederschlag.